# Heterargus parallelus
Heterargus parallelus es una especie de coleóptero de la familia Zopheridae.

## Distribución geográfica
Habita en Nueva Zelanda.